# Cámara de niebla

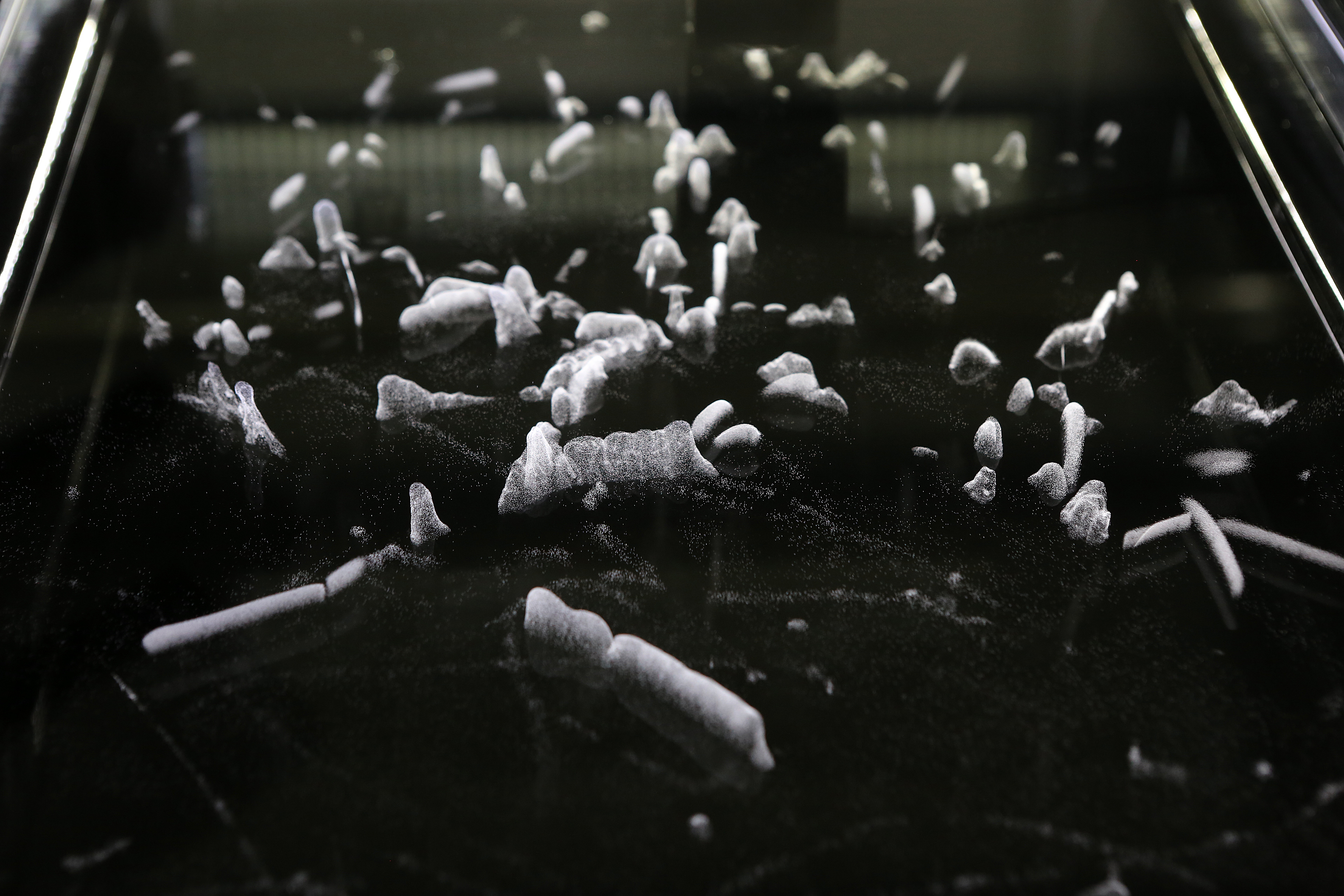
Las líneas de partículas radiactivas surgen debido a las condiciones específicas dentro de la cámara, principalmente debido a la capa de vapor de alcohol isopropílico

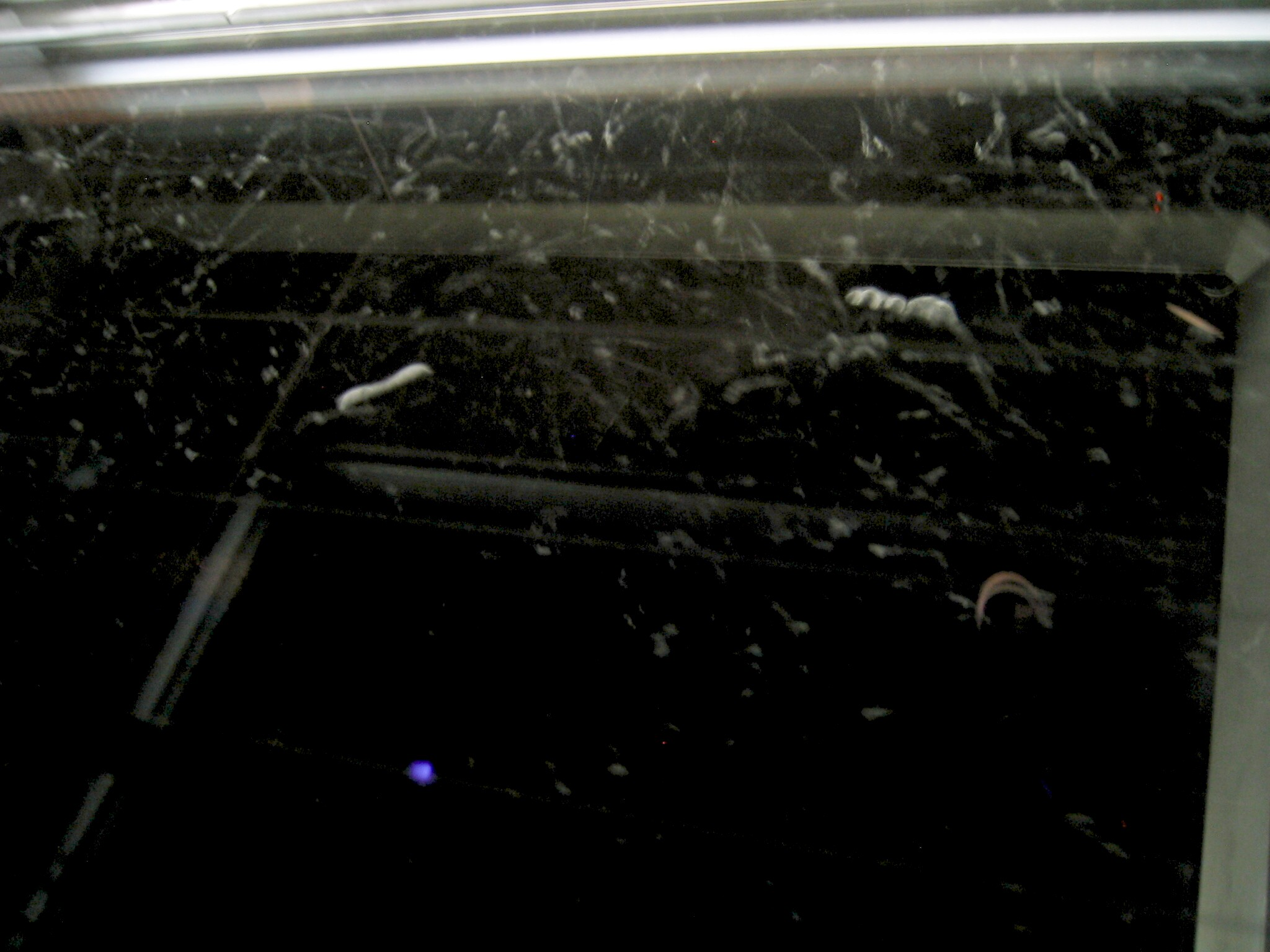
Cámara de niebla con trazas visibles procedentes de radiación ionizante (cortas y gruesas: partículas alfa; largas y finas: partículas beta). Véase también la versión animada de la imagen.

Esquema de una cámara de niebla
compuesto radiactivo
iluminación
mezcla saturada de agua y vapor
bomba
ventana de observación

La cámara de niebla, también conocida como cámara de Wilson, es un dispositivo utilizado para detectar partículas de radiación ionizante. En su forma más sencilla, una cámara de niebla es un entorno cerrado que contiene vapor de agua superenfriado y supersaturado. Cuando una partícula cargada de suficiente energía interacciona con el vapor, lo ioniza. Los iones resultantes actúan como núcleos de condensación, alrededor de los cuales se forman gotas de líquido que dan lugar a una niebla. Al paso de las partículas se va produciendo una estela o traza, debido a los numerosos iones producidos a lo largo de su trayectoria. Estas trazas tienen formas distintivas (por ejemplo, la traza de una partícula alfa es ancha y recta, mientras que la de un electrón es más fina y muestra evidencias de ser deflectada).

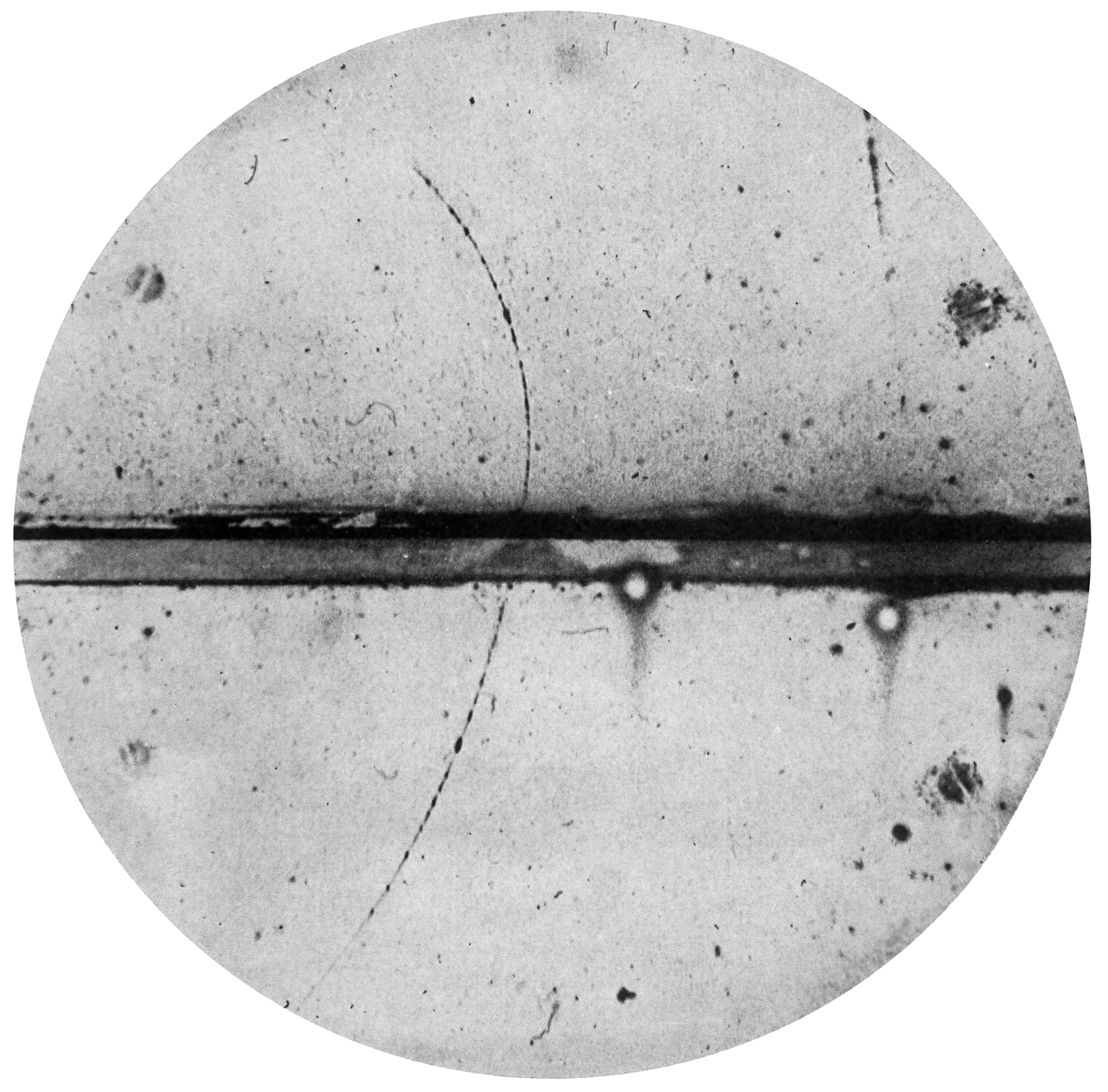
Fotografía de cámara de niebla mostrando el primer positrón observado.

Cuando se aplica un campo magnético vertical, las partículas cargadas se curvan en sentidos opuestos dependiendo del signo de su carga. Esto se mostró en la fotografía donde se produjo el descubrimiento del positrón, en la cual se veía que el electrón se curvaba en el sentido opuesto. El positrón se estaba moviendo hacia arriba, y presumiblemente fue deflectado desde abajo porque la curvatura de la traza es mayor en la parte inferior de la figura (la fotografía estaba con la parte de arriba hacia abajo).

## Invención
Charles Thomson Rees Wilson (1869-1959), un físico escocés, inventó la cámara de niebla. Inspirado por las observaciones del espectro de Brocken mientras trabajaba en la reunión de Ben Nevis en 1894, comenzó a desarrollar cámaras de expansión para el estudio de la formación de nubes y los fenómenos ópticos en el aire húmedo. Muy rápidamente descubrió que los iones podrían actuar como centros para la formación de gotas de agua en tales cámaras. Buscó aplicaciones de este descubrimiento y perfeccionó la primera cámara de niebla en 1911. En la cámara original de Wilson, el aire dentro del dispositivo sellado estaba saturado con vapor de agua, entonces se usaba un diafragma para expandir el aire dentro de la cámara (expansión adiabática). Esto enfriaba el aire y el vapor de agua comenzaba a condensarse. Cuando una partícula ionizante pasaba a través de la cámara, el vapor de agua se condensaba en los iones resultantes y la traza de la partícula era visible en la nube de vapor. Wilson, junto con Arthur Compton, recibió el Premio Nobel de física en 1927 por su trabajo en la cámara de niebla.

## Otras cámaras
La cámara de niebla de difusión se desarrolló más tarde en 1936 por Alexander Langsdorf. Esta cámara difiere de la cámara de niebla de expansión en que es sensible a la radiación de forma continua y que el fondo debe enfriarse a una temperatura baja, generalmente tan fría como el hielo seco. El vapor de alcohol se usa a menudo por sus diferentes temperaturas de transición de fase. Es posible construir una de estas cámaras con materiales caseros y emplearla para ver trazas de partículas cargadas, fundamentalmente rayos cósmicos secundarios.
La cámara de burbujas tiene el mismo propósito, el de revelar las trazas de partículas cargadas, pero funciona de manera inversa a la de niebla, ya que en ella el material con el que interaccionan las partículas cargadas es un líquido en lugar de un gas y se forman burbujas de vapor al paso de las partículas cargadas en lugar de gotas de líquido. Al estar rellenas con un material más denso, se producirán más interacciones, lo que aumenta la probabilidad de detectar nuevas partículas. Además, las cámaras de burbujas se reactivan más rápidamente tras su uso que las de niebla. Estos factores hicieron que rápidamente la cámara de burbujas se convirtiera en el detector de partículas preferido, por lo que las cámaras de niebla desaparecieron en la investigación fundamental a comienzos de los años 1960.

## Estructura y funcionamiento

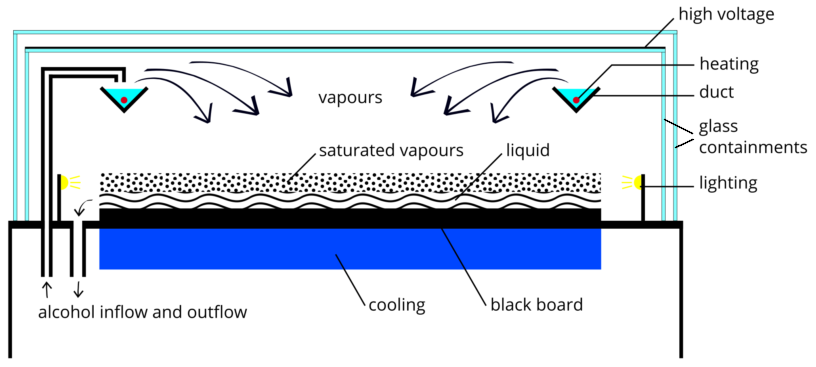
Fig. 3: Una cámara de nubes de tipo difusión. El alcohol (normalmente isopropanol) se evapora mediante un calentador en un conducto situado en la parte superior de la cámara. El vapor enfriado desciende hasta la placa negra refrigerada, donde se condensa. Debido al gradiente de temperatura, se forma una capa de vapor sobresaturado por encima de la placa inferior. En esta región, las partículas de radiación inducen la condensación y crean pistas de nubes.

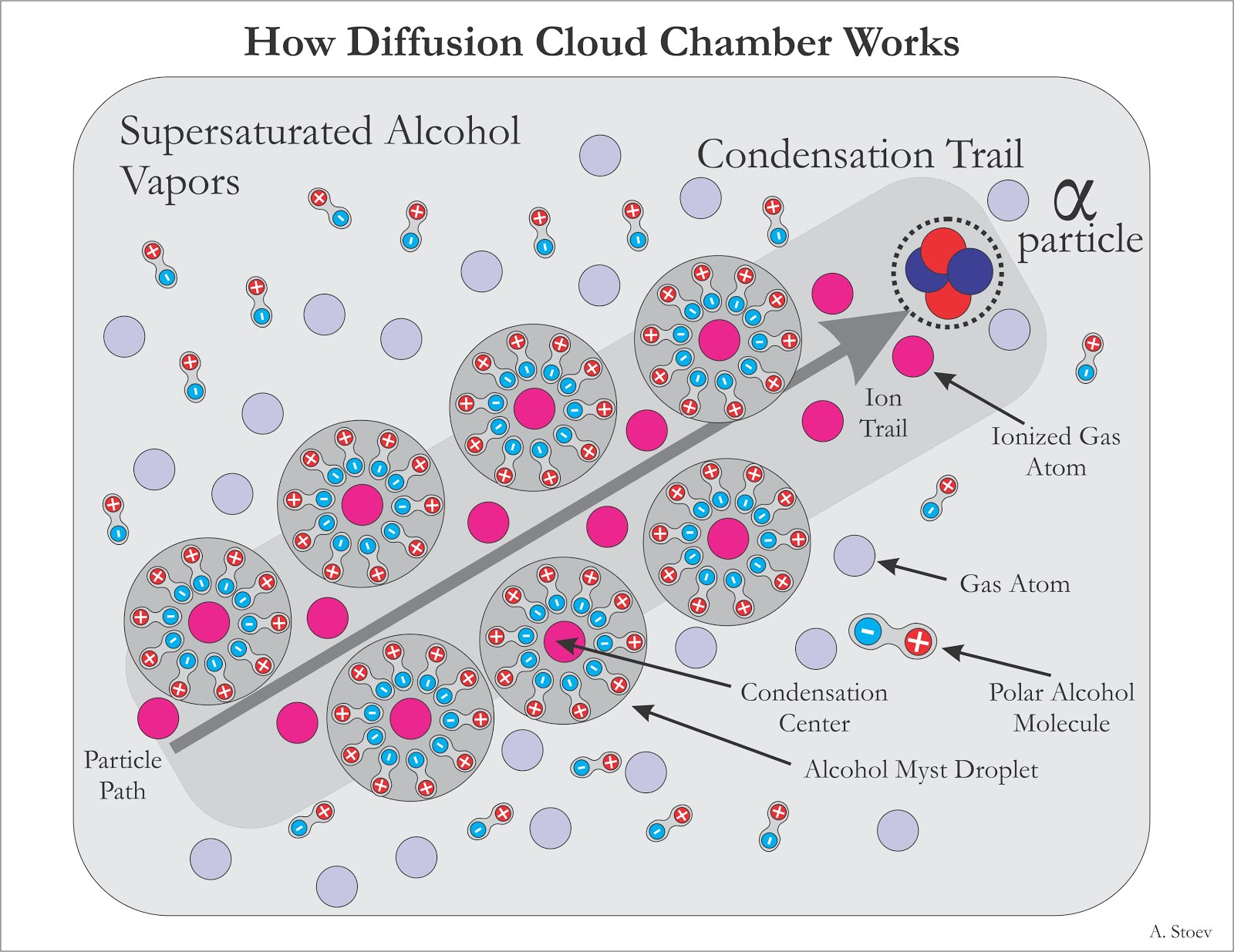
Fig. 4: Cómo se forman las estelas de condensación en una cámara de niebla de difusión.

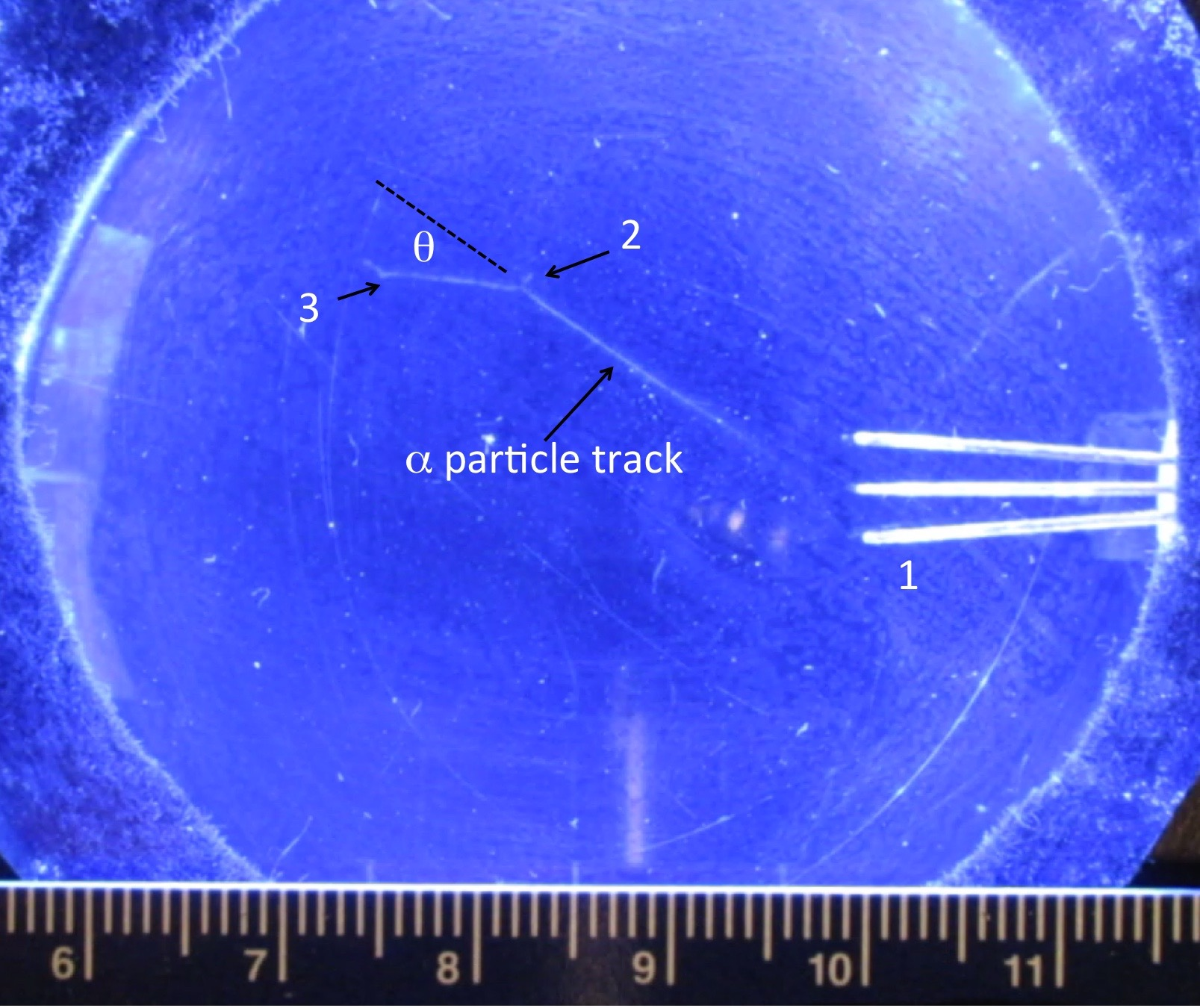
Fig. 5: En una cámara de niebla de difusión, una pista de partículas alfa de 5,3 MeV procedente de una fuente de Pb-210 cerca del punto (1) sufre dispersión de Rutherford cerca del punto (2), desviándose en un ángulo theta de unos 30 grados. Vuelve a dispersarse cerca del punto (3) y finalmente se detiene en el gas. El núcleo objetivo en el gas de la cámara podría haber sido un núcleo de nitrógeno, oxígeno, carbono o hidrógeno. Recibió suficiente energía cinética en la colisión elástica como para causar un corto rastro visible de retroceso cerca del punto (2). (La escala está en centímetros).

Una cámara de niebla sencilla de tipo difusión consiste en un entorno sellado, una placa superior caliente y una placa inferior fría (véase la Fig. 3).  Requiere una fuente de alcohol líquido en el lado caliente de la cámara donde el líquido se evapora, formando un vapor que se enfría al caer a través del gas y se condensa en la placa inferior fría.  Se necesita algún tipo de radiación ionizante.
El vapor de isopropanol, metanol u otro alcohol satura la cámara. El alcohol desciende al enfriarse y el condensador frío proporciona un gradiente de temperatura pronunciado. El resultado es un ambiente sobresaturado. Cuando las partículas cargadas energéticas atraviesan el gas, dejan estelas de ionización. El vapor de alcohol se condensa alrededor de las estelas de iones gaseosos dejadas por las partículas ionizantes. Esto ocurre porque las moléculas de alcohol y agua son polares, lo que provoca una fuerza de atracción neta hacia una carga libre cercana (véase la Fig. 4). El resultado es una formación brumosa parecida a una niebla, que se aprecia por la presencia de gotas que caen hacia el condensador.  Cuando las huellas se emiten desde una fuente radioactiva, su punto de origen puede determinarse fácilmente. La Fig. 5 muestra un ejemplo de una partícula alfa procedente de una fuente tipo pin de Pb-210 sometida a dispersión de Rutherford.
Justo encima de la placa condensadora fría hay un volumen de la cámara que es sensible a las huellas de ionización. El rastro de iones dejado por las partículas radiactivas proporciona un desencadenante óptimo para la condensación y la formación de niebla. Este volumen sensible se aumenta en altura empleando un gradiente de temperatura pronunciado y condiciones estables. A menudo se utiliza un campo eléctrico fuerte para atraer las huellas de las nieblas hacia la región sensible de la cámara y aumentar la sensibilidad de la misma. El campo eléctrico también puede servir para evitar que grandes cantidades de "lluvia" de fondo oscurezcan la región sensible de la cámara, causada por la condensación que se forma por encima del volumen sensible de la cámara, oscureciendo así las pistas por precipitación constante. Un fondo negro facilita la observación de las huellas en la niebla, y normalmente se necesita una fuente de luz tangencial para iluminar las gotas blancas contra el fondo negro. A menudo las huellas no son aparentes hasta que se forma un charco poco profundo de alcohol en la placa del condensador. 
Si se aplica un campo magnético a través de la cámara de niebla, las partículas cargadas positiva y negativamente se curvarán en direcciones opuestas, de acuerdo con la ley de la fuerza de Lorentz; sin embargo, es difícil conseguir campos suficientemente fuertes con pequeñas instalaciones de aficionados.

## Dispositivos inspirados en la cámara de niebla
La invención de la cámara de niebla no solo abrió una ventana al mundo subatómico, sino que también sirvió de inspiración para una variedad de dispositivos que han revolucionado la ciencia y la tecnología. Desde la cámara de burbujas hasta los detectores de estado sólido, cada desarrollo ha ampliado nuestra comprensión de la naturaleza fundamental del universo, demostrando que la innovación en un campo puede desencadenar avances significativos en otros. 
- Cámara de burbujas

Uno de los dispositivos más destacados inspirados en la cámara de niebla es la cámara de burbujas, desarrollada por Donald Glaser en 1952. Este instrumento utiliza un líquido sobrecalentado, generalmente hidrógeno o xenón, en lugar de vapor. Cuando una partícula cargada atraviesa el líquido, provoca una ionización que genera burbujas en su trayectoria. Estas burbujas se iluminan y registran mediante cámaras fotográficas de alta velocidad. 
La cámara de burbujas permitió estudiar interacciones entre partículas subatómicas con mayor precisión, especialmente en los experimentos de física de partículas de la década de 1960. Este dispositivo jugó un papel clave en el descubrimiento de partículas fundamentales, como los cuarks y las resonancias hadrónicas. Gracias a sus contribuciones, Donald Glaser recibió el Premio Nobel de Física en 1960.
- Detector de proporcionalidad

Otro avance importante fue el desarrollo de los detectores de proporcionalidad, como el contador Geiger-Müller y las cámaras de ionización. Estos dispositivos se basan en principios similares a los de la cámara de niebla: la detección de partículas mediante ionización. En lugar de visualizar las trayectorias, los detectores de proporcionalidad convierten las señales de ionización en impulsos eléctricos, lo que facilita el análisis de eventos individuales.
Estos detectores han sido esenciales en múltiples áreas, desde la física nuclear hasta la astrofísica y la radiología médica. Han permitido realizar mediciones precisas de energía, tiempo y dirección de las partículas subatómicas, ampliando significativamente el alcance de los estudios experimentales.
- Cámara de chispas

La cámara de chispas es otra tecnología inspirada en la cámara de niebla, desarrollada para detectar partículas ionizantes. Funciona utilizando placas metálicas colocadas en un entorno gaseoso. Cuando una partícula cargada pasa a través del gas, provoca una ionización que desencadena una chispa entre las placas cuando se aplica un voltaje adecuado. Las chispas, visibles a simple vista o capturadas por cámaras, muestran la trayectoria de la partícula.
La cámara de chispas fue ampliamente utilizada en experimentos de física de partículas durante la segunda mitad del siglo XX. Su capacidad para operar de manera rápida y en tiempo real la convirtió en una herramienta ideal para detectar eventos de alta energía, como los que ocurren en aceleradores de partículas.
- Detectores de estado sólido

En décadas más recientes, los detectores de estado sólido, como los detectores de silicio y germanio, han evolucionado a partir de las ideas fundamentales de la cámara de niebla. Estos dispositivos utilizan semiconductores para registrar las interacciones de partículas subatómicas mediante la generación de pares electrón-hueco en un material sólido. Aunque no ofrecen una representación visual directa de las trayectorias, proporcionan una resolución energética y espacial sin precedentes.
Los detectores de estado sólido han revolucionado campos como la astronomía de rayos X, la física de neutrinos y los estudios de colisiones en aceleradores como el Gran Colisionador de Hadrones (LHC). Su miniaturización y sensibilidad los hacen ideales para aplicaciones en satélites, telescopios espaciales y dispositivos médicos.
- Aplicaciones en tecnología moderna

El legado de la cámara de niebla se extiende más allá de los laboratorios de física. Tecnologías como los detectores de radiación en centrales nucleares y los dispositivos de monitoreo de radiación en medicina, seguridad y exploración espacial se basan en principios derivados de la observación de partículas. Por ejemplo, los dosímetros personales, usados por trabajadores expuestos a radiación, funcionan con detectores inspirados en la cámara de niebla.